# Hordeum pavisii
Hordeum pavisii là một loài thực vật có hoa trong họ Hòa thảo. Loài này được Préaub. mô tả khoa học đầu tiên năm 1909.